# Algarve-Cup 2020
Der Algarve-Cup 2020 war die 27. Ausspielung dieser Turnierreihe für Frauen-Fußballnationalmannschaften und fand vom 4. bis 10. März 2020 wie in den Jahren zuvor an verschiedenen Spielorten der Algarve, der südlichsten Region Portugals, statt. Wie in den vier Vorjahren nahmen Rekordsieger USA, England und Frankreich nicht teil. Die USA und England trafen in dieser Zeit bei der zur gleichen Zeit stattfindenden fünften Austragung des SheBelieves Cups aufeinander. Frankreich und Europameister Niederlande spielten bei einem erstmals in Frankreich ausgetragenen Turnier, dem Tournoi de France, an dem zudem Brasilien und Kanada (Sieger von 2016) teilnahmen. Die in der FIFA-Weltrangliste bestplatzierten Teilnehmer waren Deutschland (2.), das nach vier Nichtteilnahmen wieder teilnahm, und Schweden (5.). Zeitgleich mit dem Turnier fand auch die letzte Runde der Olympiaqualifikation des asiatischen Verbandes statt, in der Australien auf Vietnam traf und zunächst auch China und Südkorea gegeneinander spielen sollten. Die Spiele zwischen Letzteren wurden aber wegen der Coronavirus-Epidemie zunächst in den April und dann den Juni verschoben.
Deutschland und Italien erreichten nach je zwei Siegen das Finale, welches abgesagt werden musste, da die Italienerinnen aufgrund der in Italien verschärften Einreisebestimmungen wegen der Coronavirus-Epidemie vorzeitig abgereist waren. Die übrigen Platzierungsspiele fanden am 10. März ohne Zuschauer statt.
Die deutsche Mannschaft wurde am Finaltag kampflos zum Sieger des Turniers erklärt.

## Teilnehmer
| Land        | Rang 1 | Anmerkung               |
| ----------- | ------ | ----------------------- |
| Belgien     | 17     | 2. Teilnahme nach 2016  |
| Dänemark    | 16     | ständiger Teilnehmer    |
| Deutschland | 2      | 11. Teilnahme seit 2002 |
| Italien     | 14     | 5. Teilnahme seit 1995  |
| Neuseeland  | 23     | 2. Teilnahme nach 2016  |
| Norwegen    | 12     | Titelverteidiger        |
| Portugal    | 31     | ständiger Teilnehmer    |
| Schweden    | 5      | Sieger von 2018 2       |

## Regularien
An dem Turnier nahmen acht Nationalmannschaften teil, die diesmal in drei Runden den Pokalgewinner ausspielten Die erste Runde wurde ausgelost, in der zweiten spielten die vier Sieger in vorher bestimmten Paarungen um den Einzug ins Finale, die Verlierer entsprechend um die Plätze. Endete ein Spiel nach 90 Minuten remis, folgte sofort ein Elfmeterschießen. Da die FIFA die Spiele als Freundschaftsspiele einstuft, durfte jede Mannschaft pro Spiel sechs Spielerinnen auswechseln, was bei maximal vier Spielunterbrechungen, davon maximal drei in der zweiten Halbzeit, erfolgen konnte.
Wenn Spiele aufgrund der Wetterverhältnisse nicht hätten ausgetragen werden können, wären sie am folgenden Tag nachgeholt worden. Spiele, die aufgrund der Wetterverhältnisse vor der 60. Minute hätten abgebrochen werden müssen, wären am folgenden Tag fortgesetzt worden. Wären Spiele nach der 60. Minute abgebrochen worden, wären sie mit dem zu dem Zeitpunkt bestehenden Ergebnis gewertet worden.
Hätten Platzierungsspiele aufgrund der Wetterverhältnisse – wie 2018 – nicht ausgetragen werden können oder wären sie vor dem Ende der ersten Halbzeit abgebrochen worden, wären diese – sofern es die Platzverhältnisse noch zugelassen hätten und beide Mannschaften und die Schiedsrichterin zugestimmt hätten – durch ein Elfmeterschießen im ABAB-Modus entschieden worden. Wäre dies nicht möglich gewesen, wäre die Reihenfolge gemäß folgender Kriterien ermittelt worden:
1. Größte Tordifferenz in den ersten beiden Spielen
2. Höhere Anzahl von Toren in den ersten beiden Spielen
3. Fairplaywertung in den ersten beiden Spielen
4. Platzierung in der FIFA-Weltrangliste
5. Los.

Platzierungsspiele, die in der Halbzeitpause oder danach hätten abgebrochen werden müssen, wären mit dem dann bestehenden Ergebnis gewertet worden. Hätte es zum Zeitpunkt des Abbruchs remis gestanden, hätte es wie im ersten Fall ein Elfmeterschießen gegeben. Wäre dies nicht möglich gewesen, hätten die Kriterien wie oben für die Ermittlung der Platzierungen gegolten.
Keiner dieser Fälle trat ein.

## Spiele

### Erste Runde
Die Auslosung der ersten Runde fand am 7. Januar 2020 statt.
|                                                         |   |          |                      |
| 4. März 2020 um 18:00 Uhr (19:00 Uhr MEZ) in Parchal    |   |          |                      |
| Neuseeland                                              | – | Belgien  | 1:1 (1:0), 7:6 i. E. |
| 4. März 2020 um 20:15 Uhr (21:15 Uhr MEZ) in Faro/Loulé |   |          |                      |
| Portugal                                                | – | Italien  | 1:2 (1:0)            |
| 4. März 2020 um 17:00 Uhr (18:00 Uhr MEZ) in Faro/Loulé |   |          |                      |
| Deutschland                                             | – | Schweden | 1:0 (1:0)            |
| 4. März 2020 um 14:00 Uhr (15:00 Uhr MEZ) in Parchal    |   |          |                      |
| Dänemark                                                | – | Norwegen | 1:2 (1:1)            |

### Spiele um Platz 1 bis 4

#### Halbfinale
|                                                      |   |          |           |
| 7. März 2020 um 21:00 Uhr (22:00 Uhr MEZ) in Parchal |   |          |           |
| Neuseeland                                           | – | Italien  | 0:3 (0:1) |
| 7. März 2020 um 17:30 Uhr (18:30 Uhr MEZ) in Lagos   |   |          |           |
| Deutschland                                          | – | Norwegen | 4:0 (2:0) |

#### Spiel um Platz 3
|                                                          |   |          |           |
| 10. März 2020 um 16:00 Uhr (17:00 Uhr MEZ) in Faro/Loulé |   |          |           |
| Neuseeland                                               | – | Norwegen | 1:2 (1:1) |

#### Finale
|                                                           |   |             |          |
| 11. März 2020 um 18:45 Uhr WEZ (19:45 Uhr MEZ) in Parchal |   |             |          |
| Italien                                                   | – | Deutschland | abgesagt |

Die italienische Mannschaft zog sich am 10. März 2020 vom Turnier zurück und reiste ab. Als Grund nannte der italienische Fußballverband die ab dem 11. März 2020 geltenden verschärften Einreisebedingungen nach Italien aufgrund der dort grassierenden COVID-19-Pandemie. Somit musste zum zweiten Mal nach 2018 das Finale abgesagt werden. Die deutsche Mannschaft gewann dadurch kampflos.

### Spiele um Platz 5 bis 8

#### Halbfinale
|                                                      |   |          |           |
| 7. März 2020 um 17:15 Uhr (18:15 Uhr MEZ) in Parchal |   |          |           |
| Belgien                                              | – | Portugal | 1:0 (0:0) |
| 7. März 2020 um 14:30 Uhr (15:30 MEZ) in Lagos       |   |          |           |
| Schweden                                             | – | Dänemark | 1:2 (1:0) |

#### Spiel um Platz 5
|                                                 |   |          |           |
| 10. März 2020 um 17:30 Uhr (18:30 MEZ) in Lagos |   |          |           |
| Belgien                                         | – | Dänemark | 0:4 (0:3) |

#### Spiel um Platz 7
|                                                        |   |          |           |
| 10. März 2020 um 20:00 Uhr/21:00 Uhr MEZ in Faro/Loulé |   |          |           |
| Portugal                                               | – | Schweden | 0:2 (0:1) |

## Schiedsrichterinnen
- Ivana Martinčić
- Francia González
- Olga Zadinová
- Emikar Calderas Barrera

## Torschützinnen
| Rang | Spielerin          | Tore |
| ---- | ------------------ | ---- |
| 1    | Nanna Christiansen | 2    |
|      | Pernille Harder    | 2    |
|      | Cristiana Girelli  | 2    |
|      | Synne Jensen       | 2    |
| 5    | Chloe Vande Velde  | 1    |
|      | Tine De Caigny     | 1    |
|      | Stine Ballisager   | 1    |
|      | Stine Sandbech     | 1    |
|      | Janni Thomsen      | 01*  |

| Rang | Spielerin        | Tore |
| ---- | ---------------- | ---- |
| 5    | Johanna Elsig    | 01*  |
|      | Marina Hegering  | 01*  |
|      | Svenja Huth      | 1    |
|      | Lea Schüller     | 1    |
|      | Barbara Bonansea | 1    |
|      | Elena Linari     | 1    |
|      | Stefania Tarenzi | 1    |
|      | Olivia Chance    | 01*  |
|      | Hannah Wilkinson | 1    |

| Rang | Spielerin              | Tore |
| ---- | ---------------------- | ---- |
| 5    | Elise Thorsnes         | 1    |
|      | Caroline Graham Hansen | 1    |
|      | Diana Silva            | 1    |
|      | Lina Hurtig            | 1    |
|      | Sofia Jakobsson        | 1    |
|      | Fridolina Rolfö        | 1    |
| ET   | Ingrid Engen           | 1    |

- = erstes Länderspieltor der Spielerin

## Besonderheiten
Schweden verzichtete auf Linda Sembrant, die in Norditalien bei Juventus Turin spielt, aufgrund der dort gehäuft auftretenden COVID-19-Erkrankungen. Aus diesem Grund verzichtete auch Dänemark auf Sofie Junge Pedersen. Italien reiste dagegen mit zehn Juve-Spielerinnen an.